# Amblygobius nocturnus
 Amblygobius nocturnus  es una especie de peces de la familia de los Gobiidae en el orden de los Perciformes.

## Morfología
Los machos pueden llegar a alcanzar los 10 cm de longitud total.

## Distribución geográfica
Se encuentra en las Maldivas, el Mar Rojo, el Golfo Pérsico, y desde las Filipinas hasta las Tuamotu, el sur de la Gran Barrera de Coral, Guam y Kapingamarangi (Micronesia ).

## Observaciones
Es inofensivo para los humanos.